# 青岛公交220路线
青岛公交220路线，是青岛市胶州湾东岸城区的一条公交线。该路线自1999年5月20日开通运营，途经市南区和市北区。220路线被评为青岛市级“敬老文明号”荣誉称号。

## 路线走向
- 下行：途经高田路、宁夏路、南京路、江西路、延安三路、海信立交桥、延安路、桑梓路、延安路、延安一路、京山路、福山路、鱼山路、龙口路、广西路、江苏路、沂水路、德县路、湖南路、安徽路、广西路、费县路、西藏路、云南路、磁山路、台西一路、贵州路。
- 上行：途经贵州路、台西三路、云南路、郓城北路、费县路、兰山路、中山路、广西路、安徽路、湖南路、江苏路、龙口路、龙山路、龙江路、华山路、大学路、红岛路、齐河路、王村路、延安一路、延安路、明霞路、标山路、太清路、南九水路、延安三路、江西路、南京路、太湖路、高邮湖路、高田路。[參⁠ 3][參⁠ 4][參⁠ 1]

## 停车站点
本路线共设置36个停车站点。
| 序号 | 站名             | 下行                          | 下行                    | 上行                          | 上行            | 换乘地铁   |
| 序号 | 站名             | 停车                          | 站位                    | 停车                          | 站位            | 换乘地铁   |
| ---- | ---------------- | ----------------------------- | ----------------------- | ----------------------------- | --------------- | ---------- |
| 1    | 高邮湖路站       | 向下箭头图形 · 公共汽车的图形 | 高田路/和田路           | 向上箭头图形 · 公共汽车的图形 | 高田路/和田路   |            |
| 2    | 八大湖公园站     |                               |                         | 向上箭头图形 · 公共汽车的图形 | 太湖路/高邮湖路 |            |
| 3    | 南京路站         | 向下箭头图形 · 公共汽车的图形 | 宁夏路/吴兴路           |                               |                 | 宁夏路站35 |
| 4    | 洪泽湖路站       |                               |                         | 向上箭头图形 · 公共汽车的图形 | 太湖路/洪泽湖路 |            |
| 5    | 宁夏路站         | 向下箭头图形 · 公共汽车的图形 | 南京路/如东路           |                               |                 |            |
| 6    | 青岛二中分校站   | 向下箭头图形 · 公共汽车的图形 | 南京路/西湖路           | 向上箭头图形 · 公共汽车的图形 | 江西路/南京路   | 江西路站3  |
| 7    | 徐州路站         | 向下箭头图形 · 公共汽车的图形 | 江西路/徐州路           | 向上箭头图形 · 公共汽车的图形 | 江西路/徐州路   |            |
| 8    | 山东路南站       | 向下箭头图形 · 公共汽车的图形 | 江西路/沛县路           | 向上箭头图形 · 公共汽车的图形 | 江西路/泰州路   |            |
| 9    | 泰州路站         | 向下箭头图形 · 公共汽车的图形 | 江西路/镇江路           |                               |                 |            |
| 10   | 芝泉路站         | 向下箭头图形 · 公共汽车的图形 | 延安三路/芝泉路         | 向上箭头图形 · 公共汽车的图形 | 江西路/镇江南路 | 芝泉路站2  |
| 11   | 南九水路站       |                               |                         | 向上箭头图形 · 公共汽车的图形 | 南九水路/太清路 |            |
| 12   | 龙潭路站         |                               |                         | 向上箭头图形 · 公共汽车的图形 | 太清路/龙潭路   |            |
| 13   | 海信立交桥南站   | 向下箭头图形 · 公共汽车的图形 | 延安三路/胶宁高架路     |                               |                 | 海信桥站25 |
| 14   | 上清支路站       |                               |                         | 向上箭头图形 · 公共汽车的图形 | 太清路/上清支路 |            |
| 15   | 延安路站         | 向下箭头图形 · 公共汽车的图形 | 桑梓路/东光路           |                               |                 |            |
| 16   | 标山路上清路站   |                               |                         | 向上箭头图形 · 公共汽车的图形 | 标山路/上清路   |            |
| 17   | 延安二路站       | 向下箭头图形 · 公共汽车的图形 | 延安路/延安二路         |                               |                 |            |
| 18   | 明霞路站         |                               |                         | 向上箭头图形 · 公共汽车的图形 | 明霞路/标山路   |            |
| 19   | 延安路延安一路站 | 向下箭头图形 · 公共汽车的图形 | 延安路/延安一路         | 向上箭头图形 · 公共汽车的图形 | 延安路/延安一路 |            |
| 20   | 动物园站         |                               |                         | 向上箭头图形 · 公共汽车的图形 | 延安一路/广饶路 | 广饶路站1  |
| 21   | 青岛二十六中站   | 向下箭头图形 · 公共汽车的图形 | 京山路/广饶路           |                               |                 | 广饶路站1  |
| 22   | 百花苑站         |                               |                         | 向上箭头图形 · 公共汽车的图形 | 王村路/延安一路 |            |
| 23   | 齐河路站         | 向下箭头图形 · 公共汽车的图形 | 福山路/红岛路           |                               |                 |            |
| 24   | 红岛路站         |                               |                         | 向上箭头图形 · 公共汽车的图形 | 红岛路/红岛支路 |            |
| 25   | 福山支路站       | 向下箭头图形 · 公共汽车的图形 | 福山路/福山支路         |                               |                 |            |
| 26   | 小鱼山站         | 向下箭头图形 · 公共汽车的图形 | 福山路/鱼山路           |                               |                 |            |
| 27   | 龙江路站         |                               |                         | 向上箭头图形 · 公共汽车的图形 | 龙江路-黄县支路 |            |
| 28   | 鱼山路站         | 向下箭头图形 · 公共汽车的图形 | 鱼山路/赫崇本故居前支路 |                               |                 |            |
| 29   | 青医附院站       | 向下箭头图形 · 公共汽车的图形 | 沂水路/平原路           | 向上箭头图形 · 公共汽车的图形 | 龙山路/龙口路   | 沂水路站4  |
| 30   | 湖南路青岛路站   |                               |                         | 向上箭头图形 · 公共汽车的图形 | 湖南路/青岛路   |            |
| 31   | 广西路浙江路站   | 向下箭头图形 · 公共汽车的图形 | 广西路/安徽路           | 向上箭头图形 · 公共汽车的图形 | 广西路/浙江路   |            |
| 32   | 广西路火车站     | 向下箭头图形 · 公共汽车的图形 | 广西路/蒙阴路           |                               |                 | 青岛站13   |
| 33   | 兰山路火车站     |                               |                         | 向上箭头图形 · 公共汽车的图形 | 兰山路/广西支路 | 青岛站13   |
| 34   | 西镇站           | 向下箭头图形 · 公共汽车的图形 | 西藏路/费县路           | 向上箭头图形 · 公共汽车的图形 | 费县路/西藏路   | 西镇站1    |
| 35   | 云南路站         | 向下箭头图形 · 公共汽车的图形 | 云南路/磁山路           | 向上箭头图形 · 公共汽车的图形 | 云南路/郓城北路 | 西镇站1    |
| 36   | 团岛站           | 向下箭头图形 · 公共汽车的图形 | 贵州路/台西二路         | 向上箭头图形 · 公共汽车的图形 | 贵州路/台西二路 | 贵州路站1  |

## 运营时间
以下均为当地时间（UTC+8）为准。
- 高邮湖路站（主站）：5:30-21:15
- 团岛站（副站）：6:05-21:50

## 票制票价
本路线车辆均为季节空调车，无人售票一票制。每人次投币RMB ¥ 1（关空调）或2（开空调）。